# Epicoccum yunnanense
Epicoccum yunnanense är en lavart som beskrevs av Matsush. 1995. Epicoccum yunnanense ingår i släktet Epicoccum och familjen Pleosporaceae.   Inga underarter finns listade i Catalogue of Life.